# Sikanderpur (Kannauj)
Sikanderpur es un pueblo y nagar Panchayat situado en el distrito de Kannauj en el estado de Uttar Pradesh (India). Su población es de 9209 habitantes (2011). 

## Demografía
Según el censo de 2011 la población de Sikanderpur era de 9209 habitantes, de los cuales 4821 eran hombres y 4388 eran mujeres. Sikanderpur tiene una tasa media de alfabetización del 75,10%, superior a la media estatal del 67,68%: la alfabetización masculina es del 81,90%, y la alfabetización femenina del 67,62%.